# Оушен-Бріз (Флорида)
Оушен-Бріз (англ. Ocean Breeze) — місто (англ. town) в США, в окрузі Мартін штату Флорида. Населення — 301 особа (2020).

## Географія
Оушен-Бріз розташований за координатами 27°14′28″ пн. ш. 80°13′33″ зх. д. / 27.24111° пн. ш. 80.22583° зх. д. (27.241197, -80.225732).  За даними Бюро перепису населення США в 2010 році місто мало площу 0,54 км², з яких 0,43 км² — суходіл та 0,12 км² — водойми.

## Демографія
Згідно з переписом 2010 року, у місті мешкало 355 осіб у 267 домогосподарствах у складі 68 родин. Густота населення становила 657 осіб/км².  Було 470 помешкань (870/км²).
Расовий склад населення:
| - 98,9 % — білих - 0,3 % — вихідців з тихоокеанських островів - 0,3 % — корінних американців - 0,3 % — чорних або афроамериканців |

До двох чи більше рас належало 0,3 %. Частка іспаномовних становила 1,4 % від усіх жителів.
За віковим діапазоном населення розподілялося таким чином: 0,3 % — особи молодші 18 років, 36,9 % — особи у віці 18—64 років, 62,8 % — особи у віці 65 років та старші. Медіана віку мешканця становила 68,8 року. На 100 осіб жіночої статі у місті припадало 110,1 чоловіків;  на 100 жінок у віці від 18 років та старших — 110,7 чоловіків також старших 18 років.
Середній дохід на одне домашнє господарство  становив 28 896 доларів США (медіана — 24 792), а середній дохід на одну сім'ю — 34 398 доларів (медіана — 35 208). 
Цивільне працевлаштоване населення становило 55 осіб. Основні галузі зайнятості: мистецтво, розваги та відпочинок — 36,4 %, роздрібна торгівля — 21,8 %, науковці, спеціалісти, менеджери — 20,0 %.